# Krzysztof Zwoliński
Krzysztof Zwoliński (* 2. Januar 1959 in Krapkowice) ist ein ehemaliger polnischer Sprinter, der sich auf den 100-Meter-Lauf spezialisiert hatte.
Den größten Erfolg seiner Karriere feierte er bei den Olympischen Spielen 1980 in Moskau mit der polnischen 4-mal-100-Meter-Staffel. Gemeinsam mit Zenon Licznerski, Leszek Dunecki und Marian Woronin gewann er in Landesrekordzeit von 38,33 s die Silbermedaille hinter der sowjetischen und vor der französischen Staffel. Zwoliński trat in Moskau auch im 100-Meter-Lauf an, schied jedoch in der Viertelfinalrunde aus.
Mit der Staffel belegte er noch den fünften Platz bei den Leichtathletik-Europameisterschaften 1982 in Athen und den sechsten Platz bei den Leichtathletik-Weltmeisterschaften 1983 in Helsinki. Sein bestes individuelles Resultat war der Gewinn des polnischen Meistertitels im 60-Meter-Lauf 1986.
Krzysztof Zwoliński ist 1,75 m groß und hatte ein Wettkampfgewicht von 70 kg. Er startete für Victoria Racibórz  und Górnik Zabrze.